# Lago Mistassini
O Lago Mistassini (em francês: Lac Mistassini) é o maior lago natural por extensão de área na província de Quebec no Canadá, com uma superfície total de aproximadamente 2.335 quilômetros quadrados e uma área útil (área superficial de água) de 2.164 quilômetros quadrados. Ele está localizado na região de Jamésie da província, a aproximadamente 360 quilômetros a leste da Baía de James. A cidade de Mistissini está localizada na Península Watson, no canto sudeste do lago, que separa Baie du Poste da Baía de Abatagouche. Extensas florestas de abetos, vidoeiros e pinheiros, que sustentam uma indústria florestal florescente, cercam o lago.